# Jorge Zambrana
Jorge Zambrana, vollständiger Name Jorge Carlos Zambrana Echagüe, (* 28. März 1986 in Montevideo) ist ein uruguayischer Fußballspieler.

## Karriere

### Verein
Der je nach Quellenlage 1,61 Meter oder 1,63 Meter große Mittelfeldakteur Zambrana stand zu Beginn seiner Karriere mindestens von der Apertura 2007 bis zur Clausura 2011 beim Erstligisten River Plate Montevideo unter Vertrag. Dort erzielte er in der Saison 2008/09 zehn Ligatore, kam in der Folgespielzeit 2009/10 traf er achtmal bei 28 Einsätzen in der Primera División. 25 Ligaspiele und drei Tore stehen 2010/11 für ihn zu Buche. Auch kam er saisonübergreifend in zehn Partien der Copa Sudamericana für River Plate Montevideo zum Zug. Im August 2011 schloss er sich leihweise dem Club Atlético Peñarol an, der sich eine Kaufoption sicherte. In der Saison 2011/12 lief er in der höchsten uruguayischen Spielklasse 19-mal für die Aurinegros auf (kein Tor). In der mit dem Landesmeistertitelgewinn endenden nachfolgenden Meisterschaftsrunde 2012/13 absolvierte er 21 Ligaspiele und erzielte drei Treffer. Insgesamt bestritt er für Peñarol zudem sechs Begegnungen der Copa Libertadores und traf dabei zweimal. Es folgte eine Karrierestation Zambranas in Venezuela. Dort spielte er ebenfalls auf Leihbasis ab 2013 beim Carabobo FC. Nach 15 Erstligapartien, in denen ihm beim 3:2-Auswärtssieg gegen Estudiantes de Mérida am 25. September 2013 ein persönlicher Torerfolg gelang, schloss er sich während der Spielzeit 2013/14 Anfang Januar 2014 Danubio im Rahmen einer weiteren Ausleihe an. Zum Meisterschaftsgewinn der Montevideaner trug er mit zehn Ligaeinsätzen (kein Tor) bei. Zur Apertura 2014 wechselte er zu Centro Atlético Fénix. Dort wurde er in der Saison 2014/15 zehnmal (ein Tor) in der Primera División eingesetzt. Zur Clausura 2015 kehrte er nach Ende des Leihgeschäfts zunächst zu River Plate Montevideo zurück. Schon nach wenigen Tagen wurde er bis Saisonende an den Zweitligisten Cerro Largo FC weiter verliehen, für den er in der Clausura 2015 zwei Zweitligaspiele (kein Tor) bestritt. Schließlich reichte ihn River Plate Montevideo Ende Juli 2015 an den Zweitligisten Boston River weiter. Dort absolvierte er in der Spielzeit 2015/16 sieben Ligapartien und schoss ein Tor. Im Januar 2016 wechselte er nach Argentinien zu CA San Martín de Tucumán. Im Torneo Argentino A absolvierte er dort sieben Ligaspiele (kein Tor). Mitte August 2016 verpflichtete ihn der Concepción FC, für den er elfmal (kein Tor) im Torneo Argentino A auflief. Anfang Februar 2017 kehrte er nach Uruguay zurück und spielte fortan für den Zweitligisten Club Atlético Rentistas. Nach sechs Ligaeinsätzen und einem Tor verließ er den Klub im Juli 2017 und schloss sich Altos Hornos Zapla an.

### Erfolge
- Uruguayischer Meister: 2012/13, 2013/14